# Dia Internacional do Voluntário
O Dia Internacional do Voluntário foi decretado pela Assembleia Geral das Nações Unidas em sua Resolução 40/212 de 17 de dezembro de 1985. Desde então, os governos, o sistema das Nações Unidas e as organizações da sociedade civil têm se unido com sucesso ao voluntariado em todo o mundo para celebrar esse dia em 5 de dezembro.

## Dia Internacional do Voluntário 2023
Em 17 de dezembro de 1985, a Assembleia Geral das Nações Unidas, por meio da Resolução 40/212, “convida os governos a observar anualmente, em 5 de dezembro, o Dia Internacional do Voluntário para o Desenvolvimento Econômico e Social, e os exorta a tomar medidas para aumentar a conscientização sobre a importante contribuição do voluntariado, o que incentivará mais pessoas de todas as esferas da vida a oferecer seus serviços, tanto no país quanto no exterior”.
Se todos fizessem
Este ano, assinalamos o Dia Internacional do Voluntário reconhecendo o poder da ação coletiva: se todos fizessem.
Se todos se voluntariassem, o mundo seria um lugar melhor. Imagine mais de oito bilhões de nós trabalhando como voluntários. Possibilidades ilimitadas para o desenvolvimento sustentável — alimentação e educação para todos, ambiente limpo e boa saúde, sociedades inclusivas e pacíficas e muito mais.

O voluntariado é um enorme recurso renovável para a resolução de problemas sociais, econômicos e ambientais em todo o mundo. À medida que o mundo enfrenta desafios crescentes, os voluntários são muitas vezes os primeiros a ajudar. Os voluntários estão na linha da frente em crises e emergências, muitas vezes em situações muito difíceis e terríveis.— Organização das Nações Unidas
Desde 2006, o serviço de Voluntariado Online da UNV anuncia os vencedores do Prêmio de Voluntariado Online da UNV em 5 de dezembro de cada ano. O prêmio é uma forma de expressar apreço pelas contribuições dos voluntários on-line às organizações que trabalham pela paz e pelo desenvolvimento. É também uma oportunidade de dar visibilidade ao trabalho e às realizações das organizações, bem como às boas práticas de voluntariado on-line. Os indicados podem ser equipes de voluntários ou voluntários individuais. As indicações são analisadas por um júri internacional de especialistas em voluntariado e cooperação para o desenvolvimento, e os vencedores são anunciados na véspera do Dia Internacional do Voluntário, em 5 de dezembro.

## Temas anteriores do Dia Internacional
| Ano  | Tema                                                                 |
| ---- | -------------------------------------------------------------------- |
| 2023 | “Se todos fizessem...”                                               |
| 2022 | “Juntos, ajam agora”                                                 |
| 2021 | “Voluntários para um futuro comum”                                   |
| 2020 | “Juntos Podemos Através do Voluntariado”                             |
| 2019 | “Voluntário para um futuro inclusivo”                                |
| 2018 | “Voluntários constroem comunidades resilientes”                      |
| 2017 | “Voluntários agem primeiro. Aqui. Em todos os lugares.”              |
| 2016 | “Aplauso global, dê a mão, auxilie os voluntários”                   |
| 2015 | “Seu mundo está mudando. Você é? Voluntário!”                        |
| 2014 | “Mudar o mundo. Torne-se um voluntário!”                             |
| 2013 | “Jovens. Do mundo. Ativos”                                           |
| 2012 | “Celebre o voluntariado”                                             |
| 2011 | “O voluntariado importa”                                             |
| 2010 | “DIGA: Voluntariado para os Objetivos de Desenvolvimento do Milênio” |
| 2009 | “Voluntários pelo nosso planeta”                                     |